# 布克斯特胡德
布克斯特胡德（德語：Buxtehude，發音：[bʊkstəˈhuːdə] ⓘ）是德国下萨克森州施塔德县的城市，面积76.69平方千米，2023年12月31日人口为41,256人。

## 友好城市
布克斯特胡德共与两座城市结为友好城市关系：
- 法國 布拉尼亚克（1985年）
- 德国 里布尼茨-达姆加滕（1990年）